# Conseil du Chinland

Le Conseil du Chinland est l'organe législatif de l'État du Chinland. Il est formé le 6 décembre 2023 à la suite de l'adoption de la Constitution du Chinland par la Convention du Chinland qui est ratifiée par 235 représentants de diverses communautés chins de l'État Chin,. Le Conseil du Chinland compte 112 membres issus de divers groupes : le Front national Chin (en) (CNF) (27), les fonctionnaires chins élus pour le Pyidaungsu Hluttaw, aujourd'hui dissous (17) et les organisations d'administration locale (68).
Le Conseil élit le premier gouvernement du Chinland le 1er février 2024. Pu Pa Thang (en) est nommé Premier ministre, le vice-président du Front national Chin, le Dr Sui Khar (en), est nommé ministre des Affaires étrangères, et Pu Thawng Za Lian est nommé ministre de la Défense.